# 沙普 (奥布省)
沙普（法語：Chappes，法語發音：[ʃap]）是法国奥布省的一个市镇，位于该省南部，属于特鲁瓦区。

## 地理
沙普（48°9'58"N, 4°14'46"E）面积9.75 平方千米，位于法国大東部大區奥布省，该省份为法国中北部省份，北起马恩省，西接塞纳-马恩省，西南至约讷省，东南至科多尔省，东临上马恩省。
与沙普接壤的市镇（或旧市镇、城区）包括：绍富尔莱巴伊、富谢尔、萨尔斯河畔瑞利、吕米伊莱沃德、圣帕尔莱沃德、维勒穆瓦耶讷。

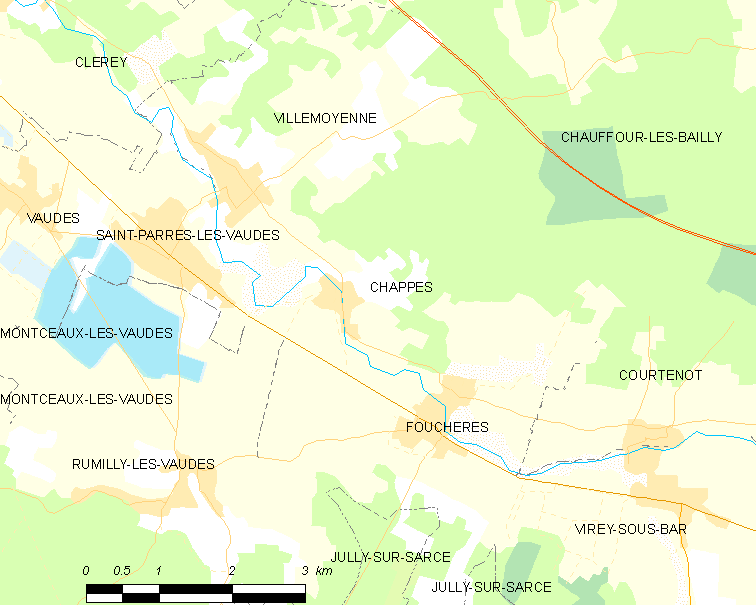
的OSM定位图

沙普的时区为UTC+01:00、UTC+02:00（夏令时）。

## 行政
沙普的邮政编码为10260，INSEE市镇编码为10083。

## 政治
沙普所属的省级选区为塞纳河畔巴尔县。

## 人口

1962-2008年间人口变化图示

沙普于2022年1月1日时的人口数量为356人。